# Герб Красногвардійського району
Герб Курманського райо́ну — офіційний символ Курманського району Автономної Республіки Крим затверджений 16 вересня 2011 р. рішенням № 7/112-XIII сесії районної ради. Автор — О.Маскевич.

## Опис
На синьому щиті золотий сніп, перев'язаний червоною стрічкою. У кутах щит в червоних полях, облямованих золотом, праворуч — золота виноградна лоза з листям і гроном, ліворуч — така ж яблунева гілка з листям і яблуком. Щит обрамлений срібним картушем і увінчаний територіальною короною. На синій девізній стрічці напис «Красногвардійський район».

## Історія

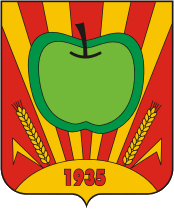
Версія герба від 1996 року

Перший варіант герба району був затверджений 30 червня 1996 року рішенням № 4/20-28 сесії районної ради.

### Опис
Герб району являє собою прямокутний щит з півколом в основі. У червоному полі, яке ілюструє назву району, — зображення зеленого яблука (як стилізованого відображення меж району та уособлення плодоносного, цілющого початку) в променях вранішнього сонця — елемент герба Автономної Республіки Крим. Обабіч з сонячного диску виходять два золоті колоски.